# Amilcar C4
La C4 è un'vettura di fascia medio-bassa prodotta dal 1922 al 1929 dalla casa francese Amilcar.

## Storia
La C4 fu uno dei tre modelli Amilcar che debuttarono nel 1922, all'esordio della Casa di Saint-Denis sul mercato: gli altri due modelli erano la CC e la CS, che erano tecnicamente imparentate proprio con la C4. Il telaio era infatti lo stesso, ma sulla C4 ne fu allungato il passo di 14 cm.
Con la C4, la Casa volle, a fianco delle altre due vetture di stampo sportiveggiante, un'altra vettura dalla vocazione più tranquilla e familiare, nonché molto economica.
La C4, presentata al Salone di Parigi, fu proposta principalmente in tre tipi di carrozzeria: la più diffusa era la torpedo, che poteva essere a quattro posti oppure a due o tre posti, e poteva essere normale oppure in stile torpedo skiff, uno stile utilizzato su alcune vetture nella prima metà degli anni venti, il quale proponeva forme di stampo nautico. Vi erano però anche una classica configurazione berlina ed una versione commerciale, indicata per le piccole consegne.
Le varie configurazioni di carrozzeria fecero sì che la C4 facesse registrare alle bilance dei valori di massa anche molto diversi tra loro da una configurazione all'altra.
L'economia del modello, sia nei costi di esercizio, sia come prezzo di listino, e la semplicità e relativa affidabilità della sua meccanica fecero sì che la C4 riscuotesse un buon successo.
Anche l'equipaggiamento interno era piuttosto completo per l'epoca e per la fascia di mercato in cui la C4 andava ad inserirsi: la strumentazione prevedeva infatti tachimetro, contachilometri, amperometro e luce di illuminazione cruscotto. Il clacson era inizialmente costituito dalla classica trombetta con impugnatura in gomma. Solo dal 1925 fu sostituita da un clacson elettrico.
La C4 fu prodotta fino al 1929.

## Meccanica
La C4 montava lo stesso motore della contemporanea CS, vale a dire un 4 cilindri da 1003 cm³ in grado di erogare una potenza massima di 22 cc a 2800 giri/min.
La distribuzione era due valvole per cilindro, con asse a camme laterale. L'alimentazione era ovviamente affidata ad un carburatore, in questo caso un Solex.
La trasmissione era di tipo molto semplice, addirittura non si faceva uso di un differenziale al retrotreno. Questo fino al 1925: a partire da tale anno, la C4 montò anche il differenziale. Da ciò si intuisce che la trazione era posteriore. Il cambio era invece manuale a tre marce, ed era lo stesso cambio montato sulle CC e CS. Unica differenza era l'albero di trasmissione, il quale era necessariamente più lungo a causa dell'aumento del passo della vettura.
Le sospensioni prevedevano molle a balestra e ammortizzatori su entrambi gli assi.
L'impianto frenante agiva solo sul retrotreno, ed era anch'esso derivante dalle CC e CS, ma migliorato, poiché i due tamburi erano comandabili sia tramite pedale che tramite leva. Inoltre erano più spessi. Il diametro era 220 mm, come sulle CC e CS. Solo nell'ultimo anno di produzione furono montati dei tamburi da 225 mm, derivanti da quelli della CGS.